# M8 (route russe)
Pour les articles homonymes, voir M8.
La route Magistrale M8 (appelée également route de Kholmogory) est une importante voie de communication routière de Russie, entre Moscou et l'agglomération des villes portuaires de Arkhangelsk et Severodvinsk sur la mer Blanche.

## Présentation
La route Magistrale M8 a une longueur de 1 271 kilomètres. Elle est en partie de type autoroutier.
La M8 débute après la ceinture périphérique MKAD de Moscou, dans le prolongement de la Prospekt Mira, puis va en direction de Pouchkino.

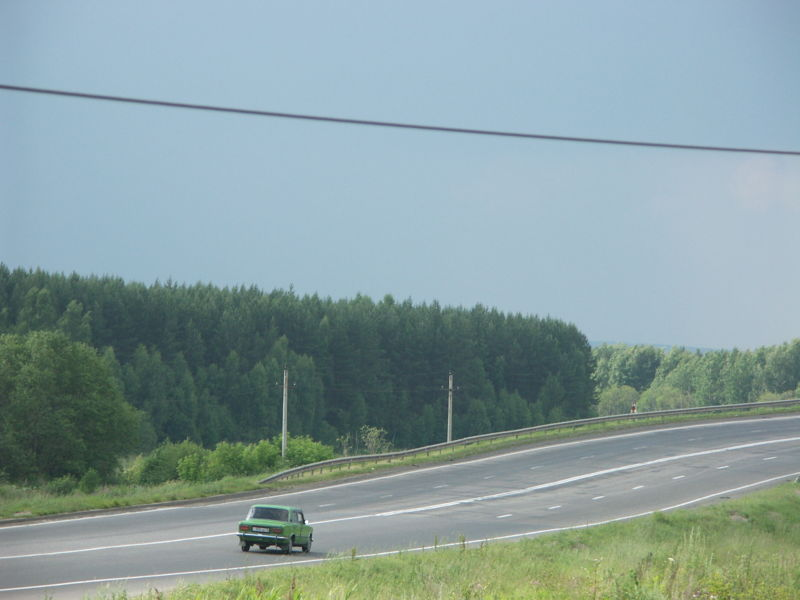
La M8 dans les environs de Rostov Veliky

Elle gagne rapidement Pereslavl-Zalesski situé dans l'oblast de Iaroslavl, puis son chef-lieu Iaroslavl, avant de traverser Rostov Veliki et Danilov.
Elle pénètre ensuite dans l'oblast de Vologda et sa ville principale Vologda. Elle dessert, dans cette même oblast, les villes de Sokol et de Kadnikov.
La M8 atteint enfin l'oblast d'Arkhangelsk et la ville de Velsk, puis celle de Kholmogory qui lui a donné son surnom. 
La Magistrale M8 termine son parcours le long de la rivière Dvina septentrionale à Severodvinsk après avoir desservi Arkhangelsk.
Cet axe routier constitue la partie septentrionale de la Route européenne 115.